# Hans Prade
Hans Orlando Prade (23 de julio de 1938 - 3 de abril de 2020) fue un diplomático surinamés.

## Biografía
Después de graduarse de la Universidad de Leiden, Prade regresó a Surinam y fundó el breve Nationale Volkspartij junto con Ronald Venetiaan. Más tarde, se convirtió en miembro del Progressieve Nationale Partij. Durante el golpe, Prade fue comentarista en la radio de Surinam.
Fue el embajador de Suriname en los Países Bajos de 1981 a 1982. Sus declaraciones políticas y poco diplomáticas no fueron apreciadas por el régimen y fue destituido el 1 de junio de 1982.
En 1986, se convirtió en presidente de la Rekenkamer van Suriname, cargo que ocupó durante aproximadamente 10 años.
En 1991, trató de postularse para presidente de Surinam, pero perdió ante su antiguo amigo de la universidad, Venetiaan.
En 1998, se retiró y decidió vivir con su familia en Róterdam, Países Bajos. 

## Muerte
Prade murió el 3 de abril en Róterdam, Países Bajos debido a COVID-19 causado por el virus del SARS-CoV-2 durante la pandemia de enfermedad por coronavirus, a la edad de 81 años.